# Oxhagen
Oxhagen este o arie protejată (arie specială de conservare — SAC, sit de importanță comunitară — SCI) din Suedia întinsă pe o suprafață de 5,1 ha, integral pe uscat.

## Localizare
Centrul sitului Oxhagen este situat la coordonatele 57°29′02″N 12°19′16″E / 57.4839°N 12.321°E.

## Înființare
Situl Oxhagen a fost declarat sit de importanță comunitară în ianuarie 1998 pentru a proteja 1 specie de animale. Situl a fost protejat și ca arie specială de conservare în martie 2011.

## Biodiversitate
Situată în ecoregiunea boreală, aria protejată conține 4 habitate naturale: Păduri caducifoliate de mlaștină fino-scandinave, Izvoare fino-scandinave și mlaștini produse de izvoare bogate în minerale, Păduri acidofile de stejar bătrân cu Quercus robur pe câmpii nisipoase, Păduri pe pante, grohotișuri și ravene de Tilio-Acerion.
La baza desemnării sitului se află o specie protejată de  nevertebrate: rădașcă (Lucanus cervus).